# Walter Coy
Walter Darwin Coy (Great Falls, 31 gennaio 1909 – Santa Maria, 11 dicembre 1974) è stato un attore statunitense.
Ha recitato in 38 film dal 1936 al 1975 ed è apparso in quasi cento produzioni televisive dal 1951 al 1970.

## Biografia
Walter Coy nacque a Great Falls, nel Montana, il 31 gennaio 1909.
Recitò nel 1936 nel film Love Letters of a Star nel ruolo di Charley Warren  e in televisione nell'episodio Flight Thirteen della serie televisiva Royal Playhouse, andato in onda il 2 gennaio 1951 (interpretò poi sempre nella stessa serie antologica un altro episodio andato in onda nel 1954). Interpretò quindi il ruolo di narratore/presentatore in 16 episodi della serie televisiva Frontier dal 1955 al 1956 e molti altri personaggi in episodi di serie televisive dagli anni 50 alla fine degli anni 60. Appare anche in altre tre serie antologiche, Schlitz Playhouse of Stars, Four Star Playhouse (quattro volte ciascuno) e Letter to Loretta (tre volte). Uno dei suoi ruoli più noti al cinema è quello di Aaron Edwards nel film Sentieri selvaggi (1956) con John Wayne.
La sua ultima apparizione sul piccolo schermo avvenne nell'episodio The Night of Miguelito's Revenge della serie televisiva Selvaggio west, andato in onda il 13 dicembre 1968, che lo vede nel ruolo di  Cyrus Barlow, mentre per il grande schermo l'ultima interpretazione, postuma, risale al film thriller spagnolo Hay que matar a B. del 1975.
Morì a Santa Maria, in California, il 11 dicembre 1974.

## Filmografia

### Cinema
- Love Letters of a Star, regia di Milton Carruth e Lewis R. Foster (1936)
- Schiavi della paura (Barricade), regia di Peter Godfrey (1950)
- Colt .45, regia di Edwin L. Marin (1950)
- Vagabondo a cavallo (Saddle Tramp), regia di Hugo Fregonese (1950)
- Under Mexicali Stars, regia di George Blair (1950)
- La città che scotta (FBI Girl), regia di William Berke (1951)
- Squilli al tramonto (Bugles in the Afternoon), regia di Roy Rowland (1952)
- Il temerario (The Lusty Men), regia di Nicholas Ray (1952)
- Flat Top, regia di Lesley Selander (1952)
- Solo per te ho vissuto (So Big), regia di Robert Wise (1953)
- I fratelli senza paura (All the Brothers Were Valiant), regia di Richard Thorpe (1953)
- Il mostro della via Morgue (Phantom of the Rue Morgue), regia di Roy Del Ruth (1954)
- Assalto alla Terra (Them!), regia di Gordon Douglas (1954)
- Il re dei barbari (Sign of the Pagan), regia di Douglas Sirk (1954)
- Il culto del cobra (Cult of the Cobra), regia di Francis D. Lyon (1955)
- Wichita, regia di Jacques Tourneur (1955)
- Ladri di automobili (Running Wild), regia di Abner Biberman (1955)
- Sentieri selvaggi (The Searchers), regia di John Ford (1956)
- Gli eroi della stratosfera (On the Threshold of Space), regia di Robert D. Webb (1956)
- La pistola sepolta (The Fastest Gun Alive), regia di Russell Rouse (1956)
- La valle dei delitti (The Young Guns), regia di Albert Band (1956)
- I pilastri del cielo (Pillars of the Sky), regia di George Marshall (1956)
- Una calda notte d'estate (Hot Summer Night), regia di David Friedkin (1957)
- I rivoltosi di Boston (Johnny Tremain), regia di Robert Stevenson (1957)
- Giovani gangsters (Juvenile Jungle), regia di William Witney (1958)
- L'agguato (The Trap), regia di Norman Panama (1959)
- Il pistolero di Laredo (Gunmen from Laredo), regia di Wallace MacDonald (1959)
- Ultima notte a Warlock (Warlock), regia di Edward Dmytryk (1959)
- Duello alla pistola (The Gunfight at Dodge City), regia di Joseph M. Newman (1959)
- Intrigo internazionale (North by Northwest), regia di Alfred Hitchcock (1959)
- Cash McCall, regia di Joseph Pevney (1960)
- Cinque pistole (Five Guns to Tombstone), regia di Edward L. Cahn (1960)
- Pistole fiammeggianti (Gun Fight), regia di Edward L. Cahn (1961)
- Panic Button... Operazione fisco! (Panic Button), regia di George Sherman e Giuliano Carnimeo (1964)
- Zombies, regia di Del Tenney (1964)
- Catlow, regia di Sam Wanamaker (1971)
- I tre del mazzo selvaggio (Pancho Villa), regia di Eugenio Martín (1972)
- Hay que matar a B., regia di José Luis Borau (1975)

### Televisione
- Squadra mobile (Racket Squad) – serie TV, un episodio (1951)
- China Smith – serie TV, un episodio (1952)
- City Detective – serie TV, un episodio (1953)
- Family Theatre – serie TV, 3 episodi (1951-1953)
- Le inchieste di Boston Blackie (Boston Blackie) – serie TV, episodio 2x23 (1953)
- Chevron Theatre – serie TV, un episodio (1953)
- The Revlon Mirror Theater – serie TV, un episodio (1953)
- Stories of the Century – serie TV, un episodio (1954)
- Rocky Jones, Space Ranger – serie TV, 5 episodi (1954)
- Royal Playhouse (Fireside Theatre) – serie TV, 2 episodi (1951-1954)
- Our Miss Brooks – serie TV, un episodio (1954)
- The Pepsi-Cola Playhouse – serie TV, 3 episodi (1953-1954)
- Adventures of Falcon – serie TV, un episodio (1955)
- Il cavaliere solitario (The Lone Ranger) – serie TV, un episodio (1955)
- The Public Defender – serie TV, 3 episodi (1954-1955)
- The Millionaire – serie TV, un episodio (1955)
- Cavalcade of America – serie TV, 3 episodi (1954-1955)
- Studio 57 – serie TV, un episodio (1955)
- The Star and the Story – serie TV, episodio 1x21 (1955)
- Scienza e fantasia (Science Fiction Theatre) – serie TV, episodio 1x24 (1955)
- Letter to Loretta – serie TV, 3 episodi (1953-1955)
- Steve Donovan, Western Marshal – serie TV, episodio 1x13 (1955)
- You Are There – serie TV, 3 episodi (1953-1956)
- Four Star Playhouse – serie TV, 4 episodi (1955-1956)
- Matinee Theatre – serie TV, un episodio (1956)
- TV Reader's Digest – serie TV, episodio 2x17 (1956)
- Frontier – serie TV, 14 episodi (1955-1956)
- Crusader – serie TV, episodio 1x24 (1956)
- Crossroads – serie TV, episodio 1x27 (1956)
- Front Row Center – serie TV, un episodio (1956)
- Screen Directors Playhouse – serie TV, episodio 1x34 (1956)
- Schlitz Playhouse of Stars – serie TV, 5 episodi (1953-1956)
- The Life of Riley – serie TV, un episodio (1957)
- The 20th Century-Fox Hour – serie TV, episodi 2x05-2x10 (1956-1957)
- Broken Arrow – serie TV, un episodio (1957)
- Navy Log – serie TV, episodi 2x10-2x33 (1956-1957)
- The Adventures of Jim Bowie – serie TV, un episodio (1957)
- Code 3 – serie TV, 2 episodi (1957)
- Telephone Time – serie TV, episodi 1x02-3x16 (1956-1957)
- State Trooper – serie TV, episodi 1x06-2x27 (1956-1958)
- Panico (Panic!) – serie TV, episodio 2x05 (1958)
- I racconti del West (Zane Grey Theater) – serie TV, 3 episodi (1957-1958)
- The Restless Gun – serie TV, episodi 1x01-2x20 (1957-1959)
- Avventure in elicottero (Whirlybirds) – serie TV, un episodio (1958)
- Sheriff of Cochise – serie TV, un episodio (1958)
- Goodyear Theatre – serie TV, episodio 2x03 (1958)
- Trackdown – serie TV, 2 episodi (1958)
- Mackenzie's Raiders – serie TV, un episodio (1959)
- Cimarron City – serie TV, episodi 1x07-1x14 (1958-1959)
- Bronco – serie TV, episodio 1x03 (1958)
- Alcoa Theatre – serie TV, un episodio (1959)
- Have Gun - Will Travel – serie TV, episodio 2x24 (1959)
- Lawman – serie TV, un episodio (1959)
- The Rough Riders – serie TV, episodio 1x29 (1959)
- Yancy Derringer – serie TV, episodio 1x29 (1959)
- The Lineup – serie TV, 2 episodi (1957-1959)
- Tightrope – serie TV, episodio 1x03 (1959)
- Mike Hammer – serie TV, un episodio (1959)
- Ricercato vivo o morto (Wanted: Dead or Alive) – serie TV, episodio 2x04 (1959)
- The Deputy – serie TV, un episodio (1959)
- Il tenente Ballinger (M Squad) – serie TV, un episodio (1960)
- Shotgun Slade – serie TV, un episodio (1960)
- Pony Express – serie TV, episodio 1x07 (1960)
- The Man from Blackhawk – serie TV, un episodio (1960)
- Maverick – serie TV, episodio 3x18 (1960)
- Hotel de Paree – serie TV, un episodio (1960)
- The Texan – serie TV, episodio 2x28 (1960)
- Laramie – serie TV, 2 episodi (1959-1960)
- Overland Trail – serie TV, un episodio (1960)
- Rescue 8 – serie TV, episodio 2x31 (1960)
- Bat Masterson – serie TV, un episodio (1960)
- Le leggendarie imprese di Wyatt Earp (The Life and Legend of Wyatt Earp) – serie TV, 2 episodi (1959-1960)
- Two Faces West – serie TV, un episodio (1960)
- The Barbara Stanwyck Show – serie TV, un episodio (1960)
- Cheyenne – serie TV, 4 episodi (1956-1960)
- Coronado 9 – serie TV, un episodio (1961)
- Lock Up – serie TV, episodio 2x28 (1961)
- Gli uomini della prateria (Rawhide) – serie TV, 2 episodi (1959-1961)
- Tales of Wells Fargo – serie TV, 3 episodi (1957-1962)
- Hazel – serie TV, un episodio (1963)
- McKeever & the Colonel – serie TV, un episodio (1963)
- Perry Mason – serie TV, 4 episodi (1958-1963)
- Bonanza – serie TV, 3 episodi (1959-1963)
- Assistente sociale (East Side/West Side) – serie TV, episodio 1x26 (1964)
- Carovane verso il West (Wagon Train) – serie TV, 5 episodi (1957-1964)
- A Flame in the Wind – serie TV (1964)
- La parola alla difesa (The Defenders) – serie TV, un episodio (1964)
- Lassie – serie TV, 3 episodi (1959-1966)
- Laredo – serie TV, un episodio (1967)
- Organizzazione U.N.C.L.E. (The Man from U.N.C.L.E.) – serie TV, un episodio (1967)
- Ironside – serie TV, un episodio (1967)
- Al banco della difesa (Judd for the Defense) – serie TV, un episodio (1967)
- Le spie (I Spy) – serie TV, un episodio (1968)
- Sui sentieri del West (The Outcasts) – serie TV, episodio 1x05 (1968)
- Selvaggio west (The Wild Wild West) – serie TV, episodio 4x12 (1968)
- Il virginiano (The Virginian) – serie TV, 3 episodi (1967-1969)
- La grande vallata (The Big Valley) – serie TV, 4 episodi (1966-1969)
- Daniel Boone – serie TV, 2 episodi (1967-1970)

## Doppiatori italiani
- Gualtiero De Angelis in Wichita
- Mario Pisu in Sentieri selvaggi
- Emilio Cigoli in Cinque pistole
- Pino Locchi in Solo per te ho vissuto
- Luciano De Ambrosis in Ultima notte a Warlock